# Xylotymbou
Xylotymbou oder Xylotymvou (griechisch Ξυλοτύμπου oder Ξυλοτύμβου, türkisch İksilotimbu) ist ein Ort im Bezirk Larnaka in Zypern. Bei der letzten amtlichen Volkszählung im Jahr 2021 hatte der Ort 3784 Einwohner.

## Lage

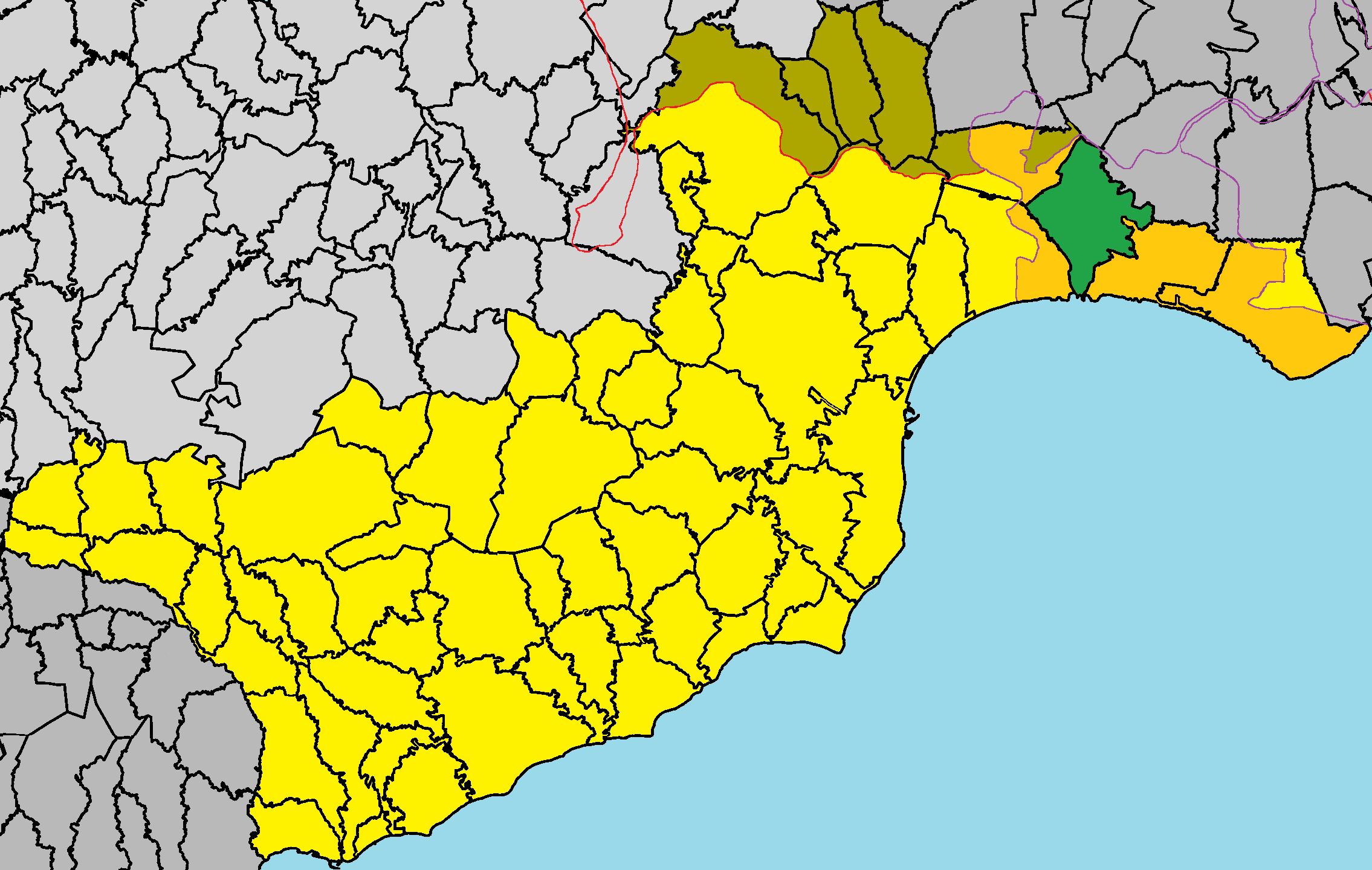
Lage der Gemeinde im Bezirk Larnaka

Xylotymbou liegt in der östlichen Mitte der Insel Zypern auf circa 60 Metern Höhe, etwa 36 km südöstlich der Hauptstadt Nikosia, 12 km nordöstlich von Larnaka und 23 km westlich von Agia Napa.
Der Ort befindet sich etwa 4 km vom südlich gelegenen Mittelmeer an der Bucht von Larnaka entfernt im Küstenhinterland. Er ist von der britischen Militärbasis Dhekelia umgeben und bildet somit eine zyprische Exklave innerhalb derer. Südlich des Orts verläuft die Autobahn 3 von Larnaka beziehungsweise vom Flughafen Larnaka kommend und führt nach Agia Napa.
Orte in der Umgebung sind Pergamos im Nordwesten, Dasaki Achnas im Nordosten, Ormideia als weitere zyprische Exklave im Südosten sowie Pyla im Westen.